# Мавзолей Августа

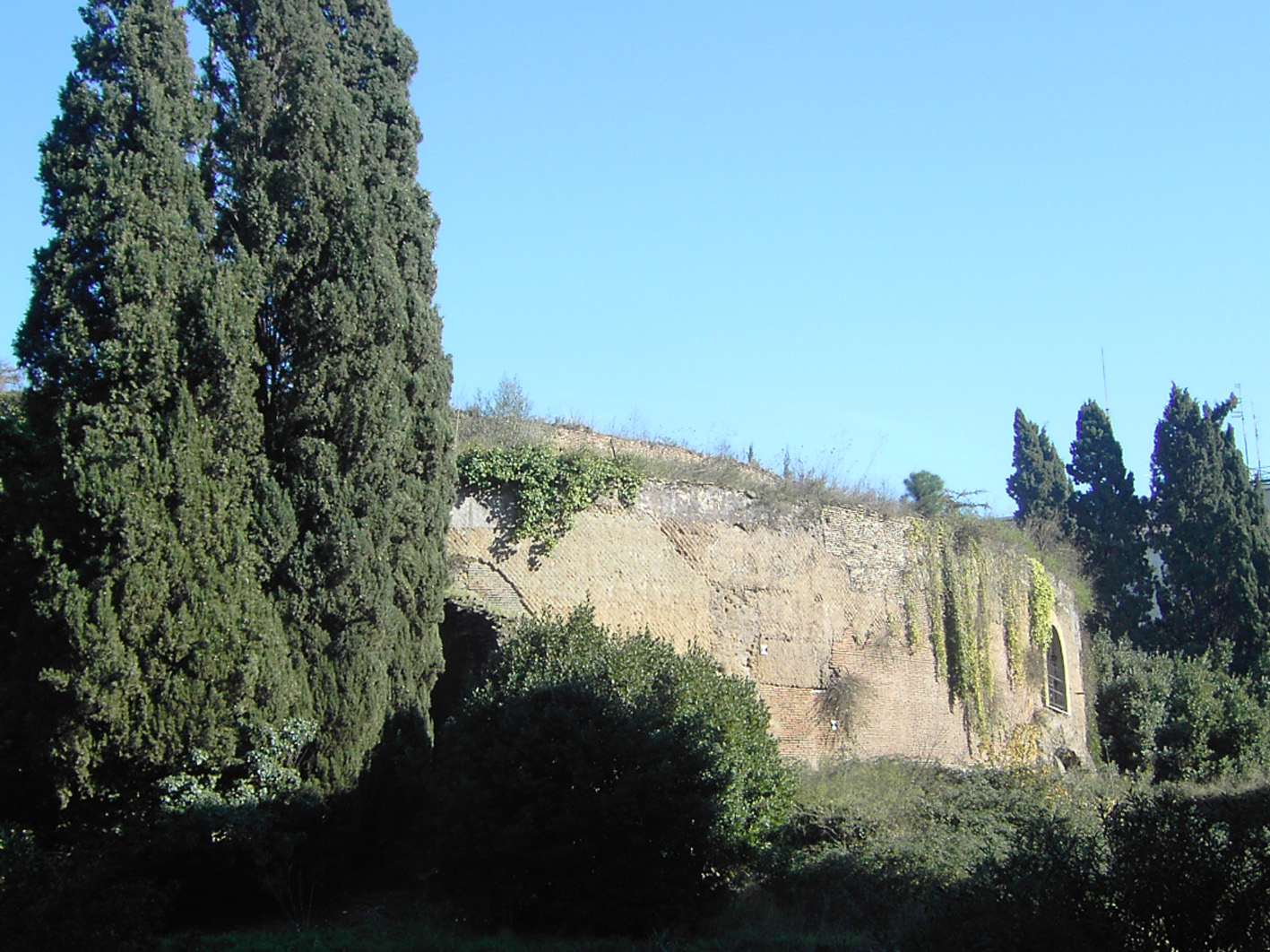
Мавзолей Августа

Мавзоле́й Авгу́ста (італ. Mausoleo di Augusto) — мавзолей, побудований Октавіаном Августом на Марсовому полі в Римі.

## Історія
28 до н. е. Октавіан Август почав будувати усипальницю для себе і своїх близьких у центрі Марсового поля. Будова з травертину повторювала форму етруських могильників — тумулусів: в основі розташовувалася циліндрична будова (діаметром 87 м), над нею височіли барабани меншого діаметра (загальна висота становила 44 м), останній барабан був увінчаний статуєю імператора; тераса з колонами навколо мавзолею виходила на дах великого барабана, на якому росли вічнозелені дерева. Всередині зберігалися урни з прахом членів імператорського роду: тут були поховані сам імператор, його дружина Лівія, сестра Октавія, племінник Марцел, а також імператори Тиберій, Клавдій і Нерва та інші представники роду Юліїв-Клавдіїв і відомі римські особи.
Перед входом в мавзолей були два обеліски (можливо, символи перемоги Октавіана Августа над Марком Антонієм і Клеопатрою) та бронзові плити з біографією Августа. Тепер один з них прикрашає площу перед Квіриналом (Piazza del Quirinale), а другий стоїть на Есквілінський площі (Piazza del Esquilino), перед базилікою Санта-Марія Маджоре. З падінням Римської імперії мавзолей занепав, а в VIII столітті н. е. був пограбований. У середньовіччі споруда була перетворена у фортецю, яка пізніше зазнала руйнування.
У 1926 проведені археологічні розкопки, а залишки споруди відновили.

## Галерея

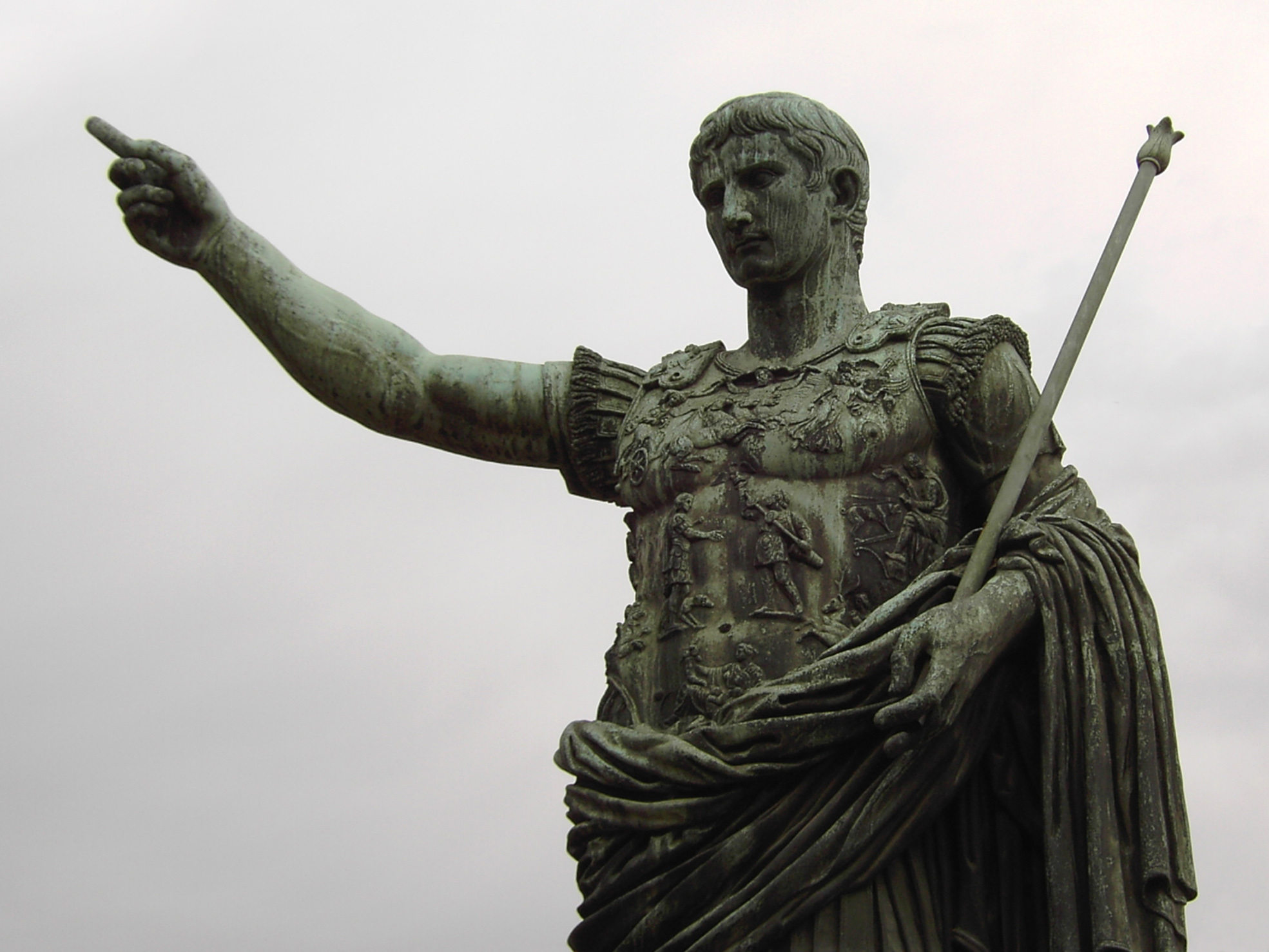
Октавіан Август
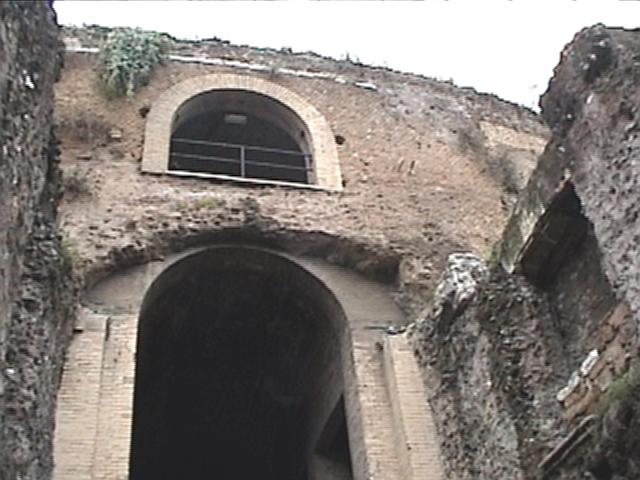
Вхідна арка
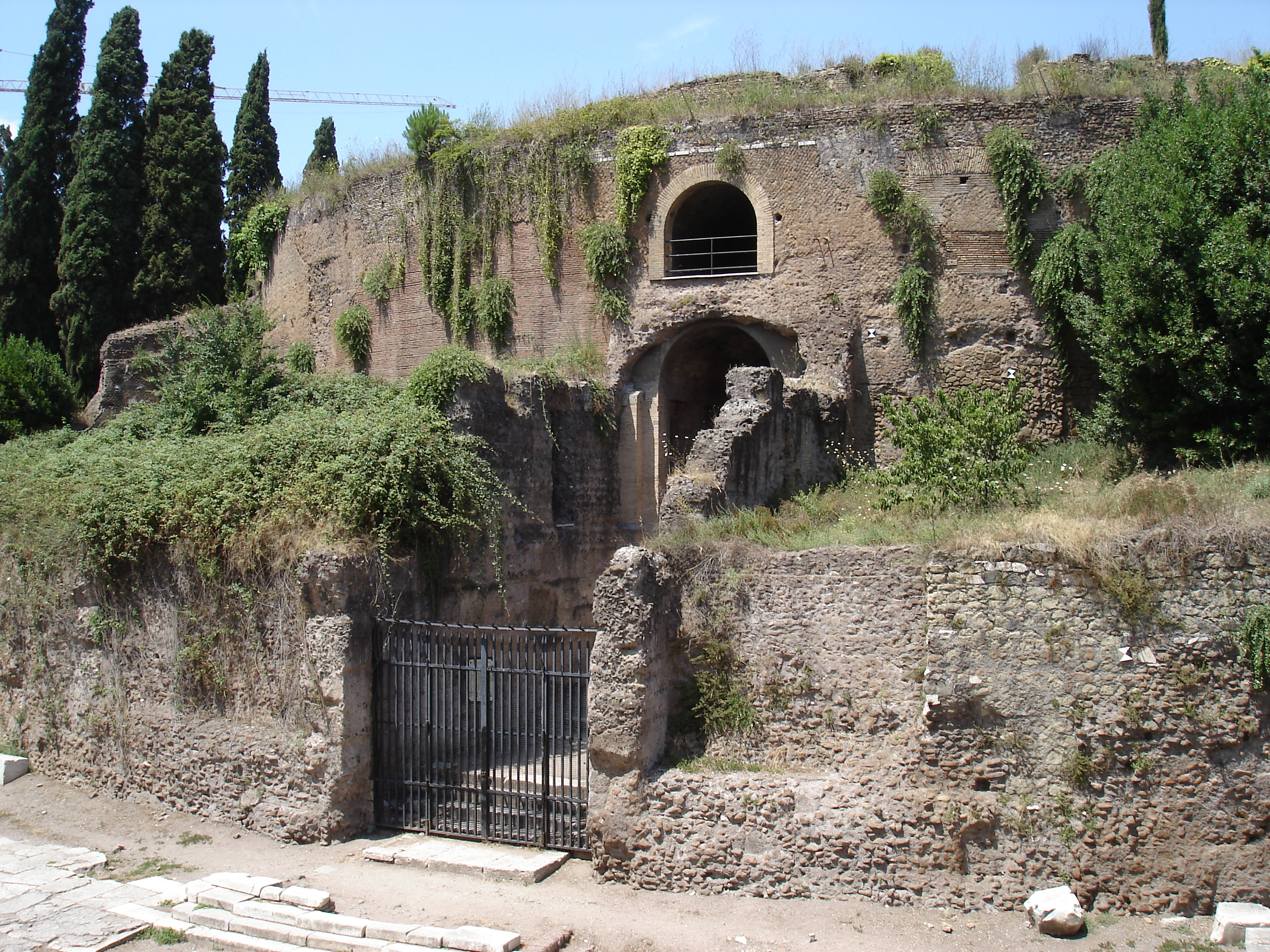
Мавзолей
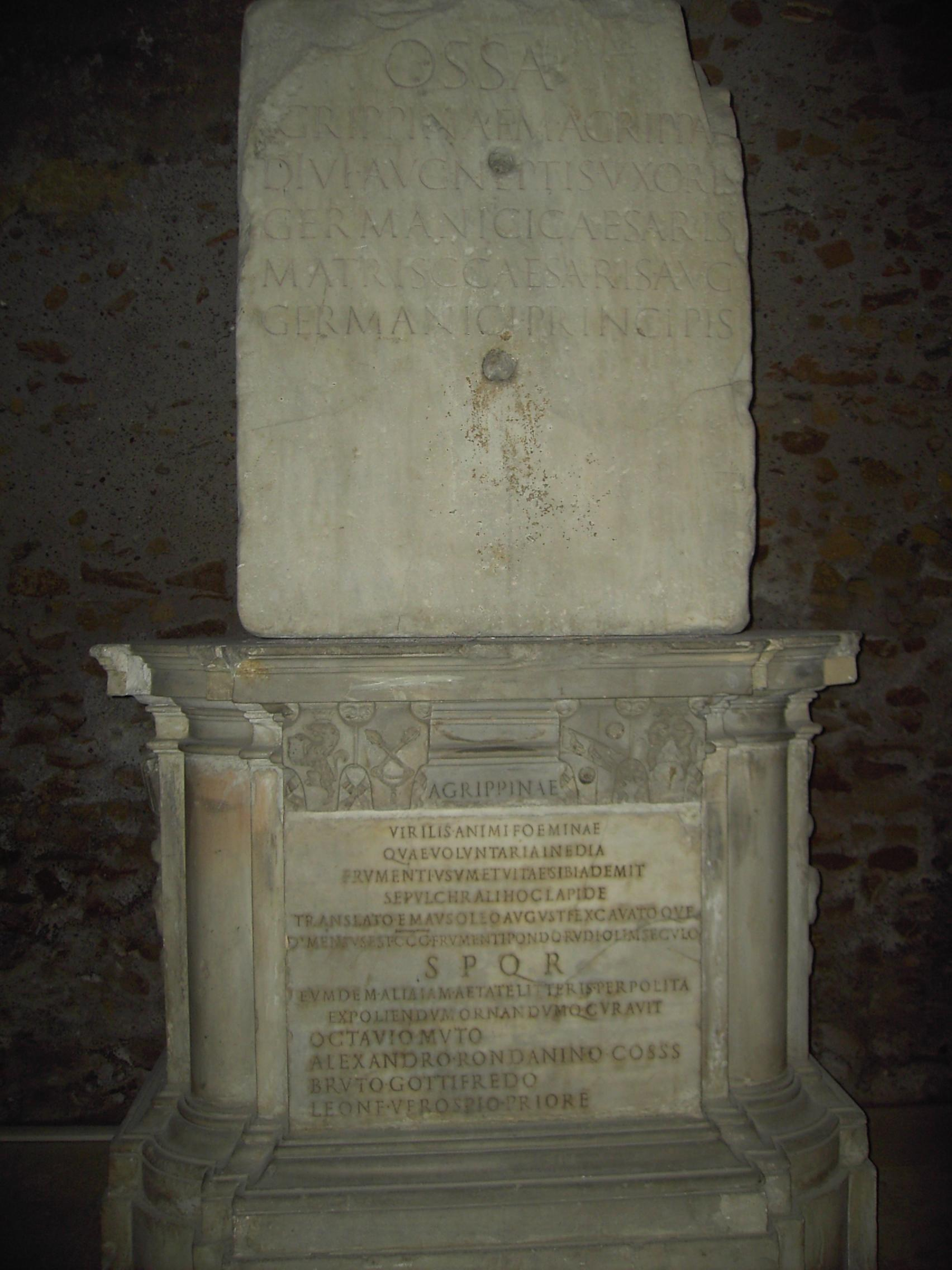
Напис
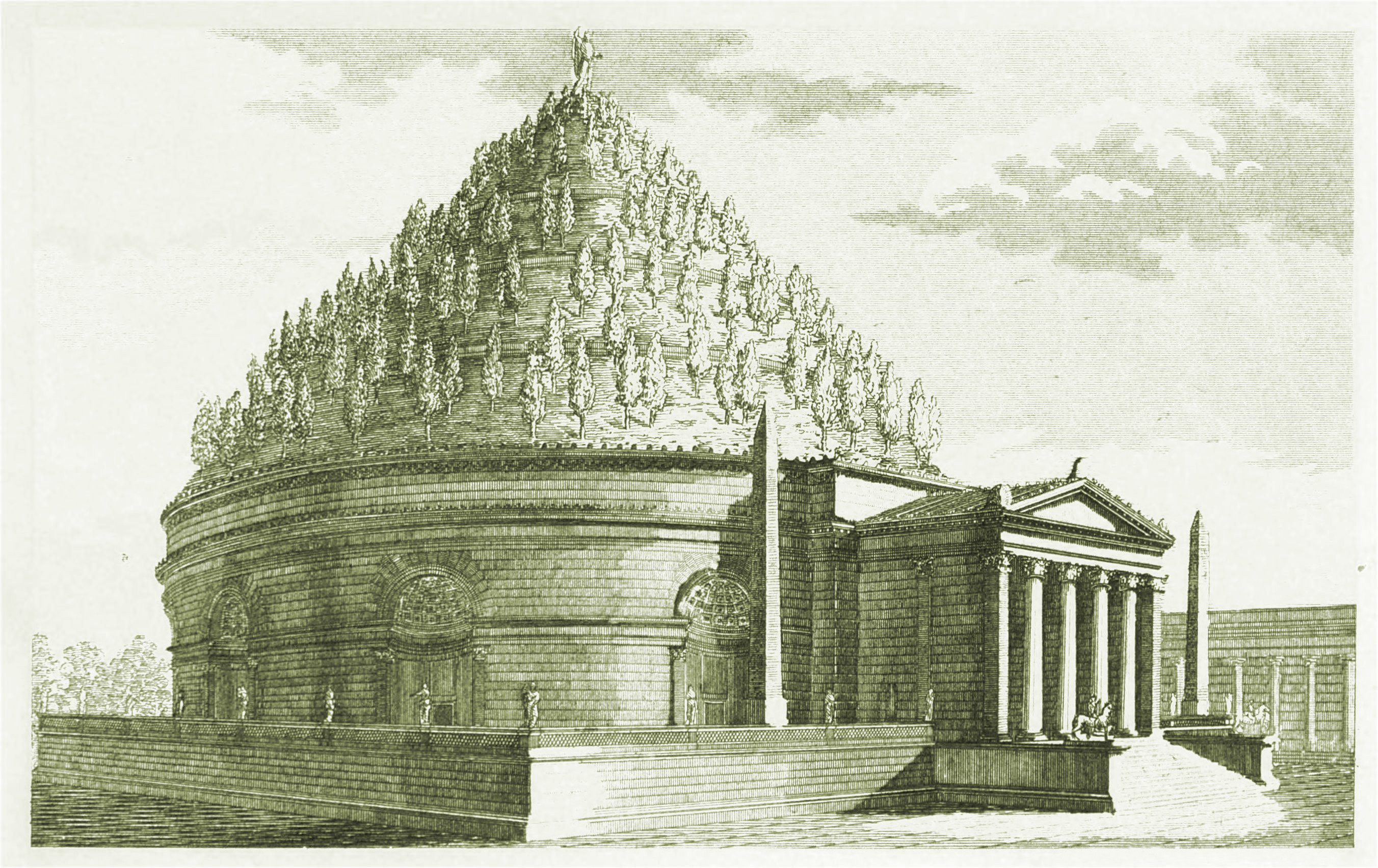
Мавзолей, 1851
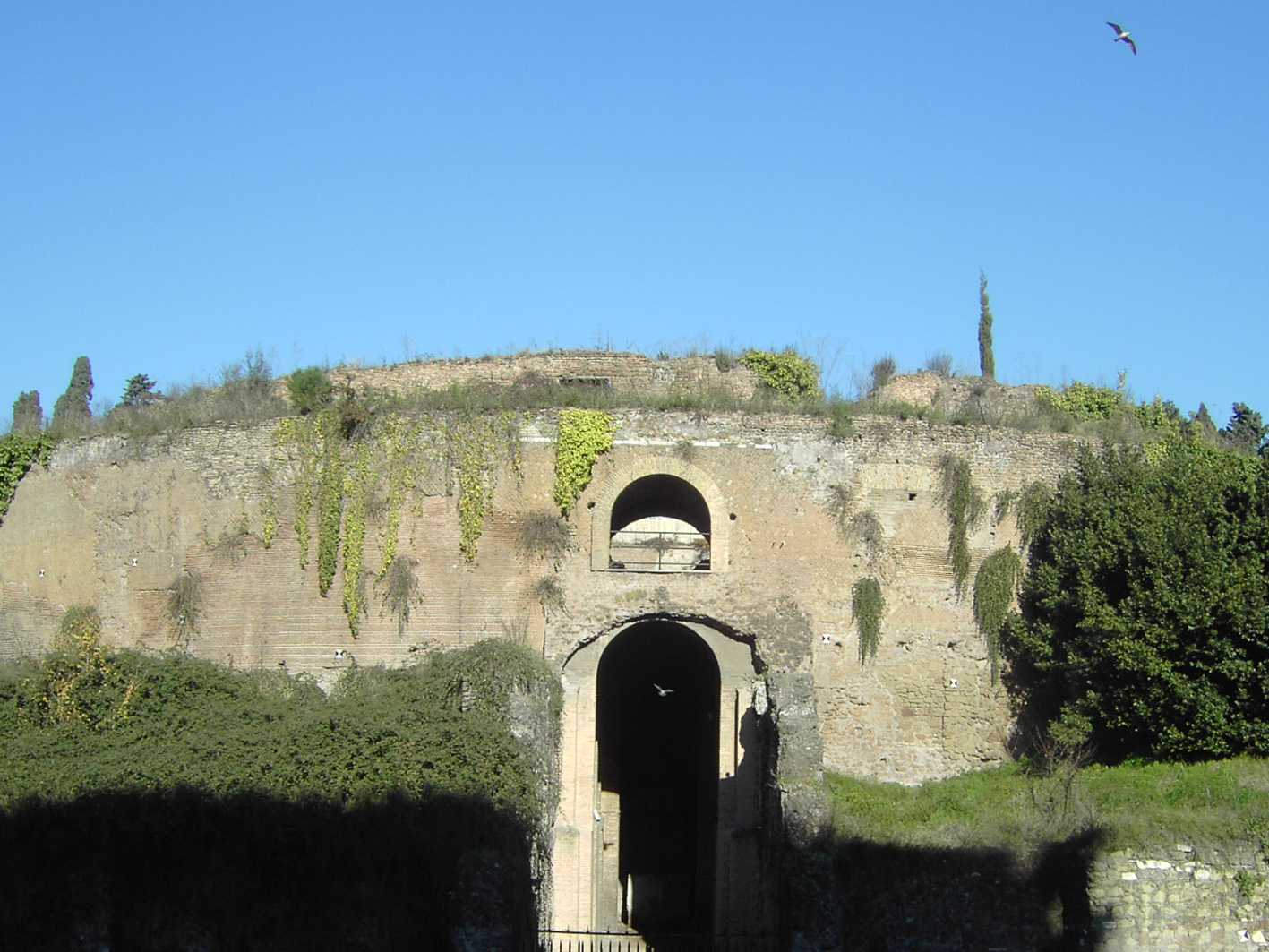
Мавзолей
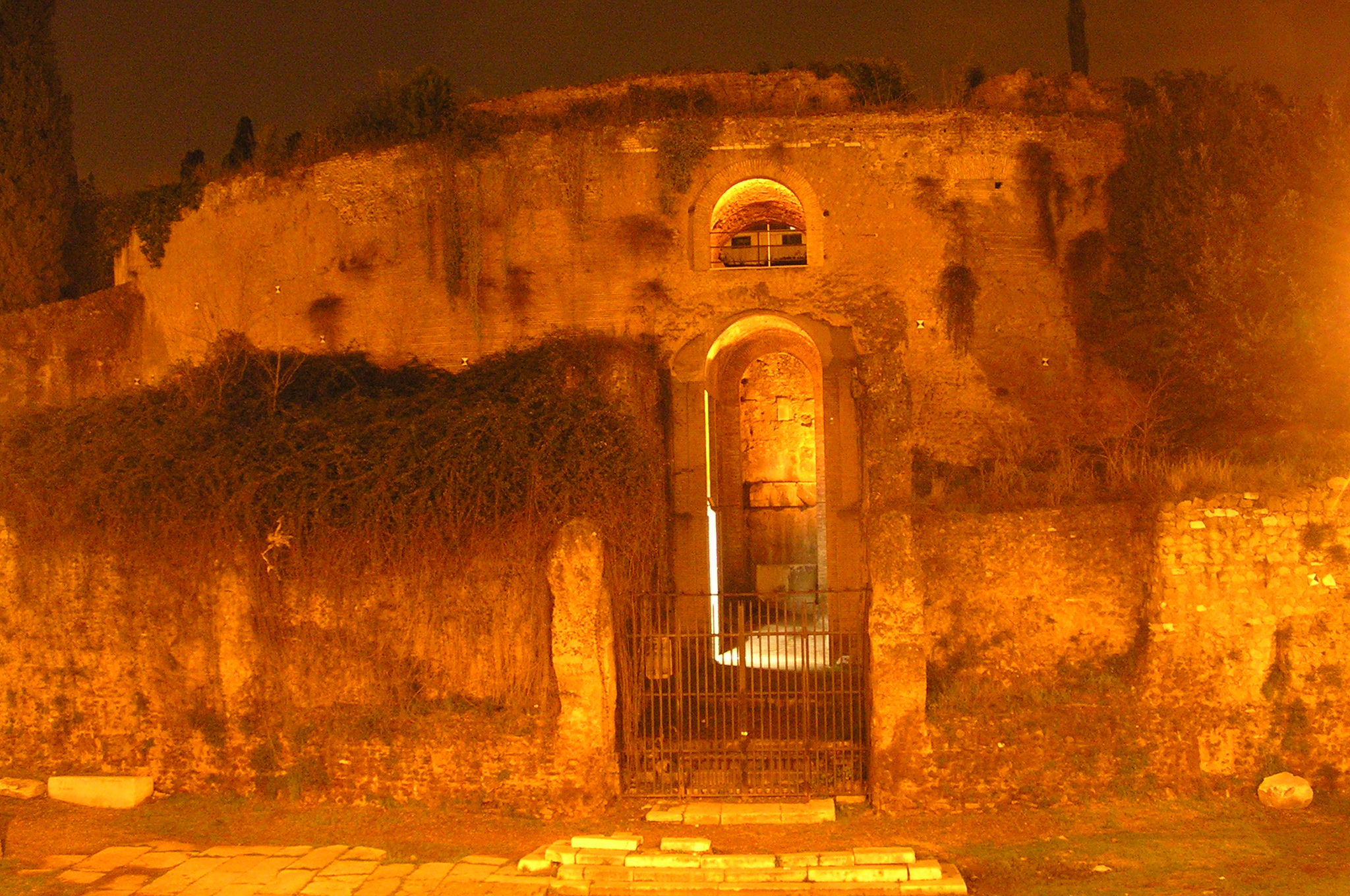
Вхід до мавзолею